# Meagan Holder
Meagan Courtney Holder (* 3. Oktober 1984 im Los Angeles County, Kalifornien) ist eine US-amerikanische Schauspielerin.

## Leben
Holder wurde am 3. Oktober 1984 im Los Angeles County als Tochter von Allan Holder und Dianne Lynn Vendange geboren. Sie machte einen Abschluss an der California State University, Fullerton. Während dieser Zeit gehörte sie zur Sorority der Gamma Phi Beta. 2009 wirkte sie in einer Episode der Fernsehserie 90210 und in der Nebenrolle der Kayla im Film Girls United – Gib Alles! mit. Es folgten unter anderen Nebenrollen 2010 in Du schon wieder und 2011 die Darstellung der Darby in vier Episoden der Fernsehserie Make It or Break It. Im selben Jahr hatte sie Episodenrollen in den Fernsehserien Shake It Up – Tanzen ist alles und Navy CIS: L.A. inne. Von 2011 bis 2012 war sie in der Fernsehserie Ringer in der Rolle der Claudine zu sehen. 2014 folgte eine Nebenrolle im Film Jersey Boys.
2015 spielte Holder die Rolle der Chanda im Horrorfilm Killer Beach. Ab demselben Jahr bis einschließlich 2016 spielte sie in insgesamt 17 Episoden der Fernsehserie Born Again Virgin die Rolle der Kelly. Danach folgte die Darstellung der Evelyn Sanders in zehn Episoden der Fernsehserie Pitch. Zwei Jahre später folgte die Verkörperung der Noelle Jackson in acht Episoden der Fernsehserie UnREAL. 2021 spielte sie die Rolle der Tessa in drei Episoden der Fernsehserie Dave.

## Filmografie (Auswahl)
- 2009: 90210 (Fernsehserie, Episode 1x22)
- 2009: Girls United – Gib Alles! (Bring It On: Fight to the Finish)
- 2010: Sweety High (Fernsehserie)
- 2010: Du schon wieder (You Again)
- 2010: Humbug (Kurzfilm)
- 2011: Shake It Up – Tanzen ist alles (Shake It Up, Fernsehserie, Episode 1x15)
- 2011: Make It or Break It (Fernsehserie, 4 Episoden)
- 2011: Navy CIS: L.A. (NCIS: Los Angeles, Fernsehserie, Episode 3x10)
- 2011–2012: Ringer (Fernsehserie, 5 Episoden)
- 2012: Victorious (Fernsehserie, Episode 3x04)
- 2013: Criminal Minds (Fernsehserie, Episode 8x15)
- 2013: Mr. Box Office (Fernsehserie, Episode 1x13)
- 2013: Dark Power
- 2013: Wendell & Vinnie (Fernsehserie, Episode 1x19)
- 2014: The Soul Man (Fernsehserie, Episode 3x05)
- 2014: Jersey Boys
- 2014: Rizzoli & Isles (Fernsehserie, Episode 5x12)
- 2014: Key & Peele (Fernsehserie, Episode 4x02)
- 2015: Marvel’s Agent Carter (Fernsehserie, Episode 1x04)
- 2015: Chasing Life (Fernsehserie, 2 Episoden, verschiedene Rollen)
- 2015: Killer Beach (The Sand)
- 2015: Switched at Birth (Fernsehserie, Episode 4x14)
- 2015: Yellow Day
- 2015–2016: Born Again Virgin (Fernsehserie, 17 Episoden)
- 2016: Filthy Preppy Teen$ (Fernsehserie, Episode 1x03)
- 2016: Girlfriends of Christmas Past (Fernsehfilm)
- 2016: Pitch (Fernsehserie, 10 Episoden)
- 2018: UnREAL (Fernsehserie, 8 Episoden)
- 2019: Loop Group (Kurzfilm)
- 2019: If Not Now, When?
- 2020: Magnum P.I. (Fernsehserie, Episode 2x16)
- 2020: Cooking Up Christmas (Fernsehfilm)
- 2021: Queen Bess (Kurzfilm)
- 2021: Dave (Fernsehserie, 3 Episoden)
- 2021: A Chestnut Family Christmas (Fernsehfilm)
- 2022: One Way
- 2022: Monarch (Fernsehserie, 11 Episoden)